# I synod w Bradze
I synod w Bradze (łac. Concilium bracarense primum) – synod prowincjonalny w 561 roku. Został zwołany przez króla Ariamira do Bragi, stolicy Królestwa Swebów. Wzięło w nim udział ośmiu biskupów z terenów Galicji i Luzytanii, którzy powzięli dwadzieścia dwie uchwały. Jednym z ważniejszych celów synodu była dyskusja nad pryscylianizmem. 
Na synodzie uchwalono: w kościołach powinien obowiązywać ten sam ryt, na czuwaniach i mszach powinno głosić się te same nauki; biskupi i księża powinni pozdrawiać ludzi, mówiąc: Pan z Wami, ludzie odpowiadać: I z duchem Twoim; msze powinny być odprawiane w porządku rzymskim; sposób udzielania chrztu nie powinien być zmieniony, biskupi powinni zasiadać za metropolitą według zasady starszeństwa; biskupi nie powinni wyświęcać członków innych diecezji bez listów polecających od ich biskupów; w kościele nie powinno się śpiewać nic poza psalmami i fragmentami z Biblii; wszyscy duchowni, którzy powstrzymują się od spożywania mięsa, muszą jeść warzywa gotowana na mięsie, aby zdjąć z siebie odium podejrzeń o sprzyjanie pryscylianizmowi, Ci, którzy tego nie uczynią, będą ukarani ekskomuniką; samobójcy i katechumeni powinni być chowani bez wielkich uroczystości, nikt nie powinien być chowany w kościele; księża powinni udzielać namaszczeń i błogosławieństw krzyżmem. Kanony 9 i 10 synodu zabraniają praktyk astrologicznych, a kolejne stanowczo potępiają pryscylianizm.